# Naissance en 1156
Naissance
- 1152
- 1153
- 1154
- 1155
- 1156
- 1157
- 1158
- 1159
- 1160

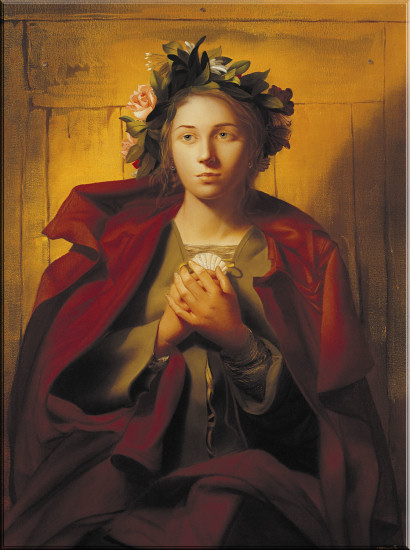
Sainte Bona de Pise, née en 1156.

Cette page dresse une liste de personnalités nées au cours de l'année 1156 :
- septembre : Isaac II Ange, empereur byzantin.
- 27 octobre : Raymond VI de Toulouse, comte de Melgueil (Raymond IV) puis comte de Toulouse, de Saint-Gilles, de Rouergue, duc de Narbonne, marquis de Gothie et de Provence.

- Hōjō Masako, Onna-bugeisha (Japon).
- Magnus V de Norvège, roi de Norvège.
- Mathilde d'Angleterre, duchesse de Saxe et de Bavière.
- Robert d'Auxerre, chroniqueur français.

date incertaine (vers 1156)
- Bona de Pise ou Bonne de Pise, oblate, patronne des voyageurs et de la ville de Pise en Toscane.

## Crédit d'auteurs
- Cet article est partiellement ou en totalité issu de l'article intitulé « 1156 » (voir la liste des auteurs).